# Ceinture de verdure de la capitale nationale
Pour les articles homonymes, voir Ceinture de verdure et Ceinture verte.
La Ceinture de verdure de la capitale nationale est la désignation officielle de la ceinture verte qui forme un vaste croissant d'espace préservé, situé au sud d'Ottawa, capitale du Canada.

## Géographie

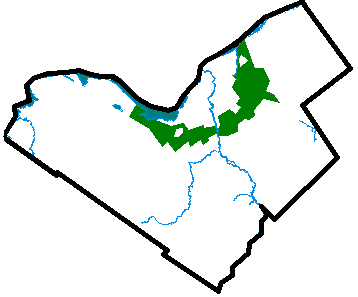
La ceinture de verdure autour d'Ottawa.

La ceinture de verdure couvre une superficie de plus de 200 km2.
150 km2 sont directement gérés par la Commission de la capitale nationale.
La Ceinture de verdure comprend à la fois des fermes, des terres humides et des forêts. Ces lieux sont des espaces de loisirs de plein air et d’apprentissage.
Enfin des organismes fédéraux (aéroport) et d’importants établissements de recherche qui ont besoin de grands espaces s’y sont installés.

## Historique
La ceinture de verdure fut proposée, dès 1950, par l'architecte paysagiste français, Jacques Gréber. Son but initial, notamment la prévention de l'étalement urbain (qui menace les zones rurales entourant la ville), ainsi que de prévoir des espaces libres pour le développement futur des exploitations agricoles, et des zones naturelles.
Le gouvernement fédéral commença les expropriations en 1958 jusqu’en 1966.

## Extension des limites urbaines
La ville actuelle d'Ottawa comprend une vaste zone urbaine entourée par une zone rurale encore plus large. Le 1er janvier 2001, Ottawa fusionna avec plusieurs municipalités environnantes, tant urbaines que rurales. En conséquence, la ceinture de verdure n'entoure plus seulement Ottawa comme au début, mais forme un arc de verdure au sein même de l'agglomération urbaine d'Ottawa.

## Projet
La ville d'Ottawa est soumise à un contrôle pour tout projet d'extension urbain. La Ville d'Ottawa a identifié plus de 55 km2 de la ceinture de verdure, d'une valeur d'environ 1,6 milliard de dollars canadiens, qui pourraient être développés, sans porter atteinte à l'intégrité globale de cette ceinture verte, selon les services d'Ottawa. Cependant le ministère de l'environnement s'oppose à toute extension urbaine sur le domaine préservé de la ceinture de verdure, considéré comme un élément important du patrimoine de la capitale.
En 2007, le gouvernement s’est engagé à travailler de concert avec les municipalités pour trouver des moyens d’examiner les demandes d’expansion de la ceinture de verdure.

## Faune
La ceinture de verdure abrite une grande variété de faune :
- Mammifères: chauve-souris, le castor, le coyote, le lapin à queue blanche, le pékan, porc-épic, raton laveur, renard roux, le lièvre d'Amérique, la moufette, le cerf de Virginie, l'écureuil.
- Oiseaux: la chouette rayée, la chouette lapone, le grand Héron, le faucon, le falco.
- Insectes: le phasmatodea.
- Reptiles et Amphibiens: le serpent Thamnophis, la tortue Chelydridae.

## Points d'intérêt
- Aire de conservation de la Mer Bleue, vaste tourbière qui constitue l'aire naturelle la plus importante de la Ceinture de verdure.
- Aéroport international Macdonald-Cartier d'Ottawa installations et équipements aéroportuaires d'importance internationale avec emprises sur la ceinture de verdure.